# 眼鏡

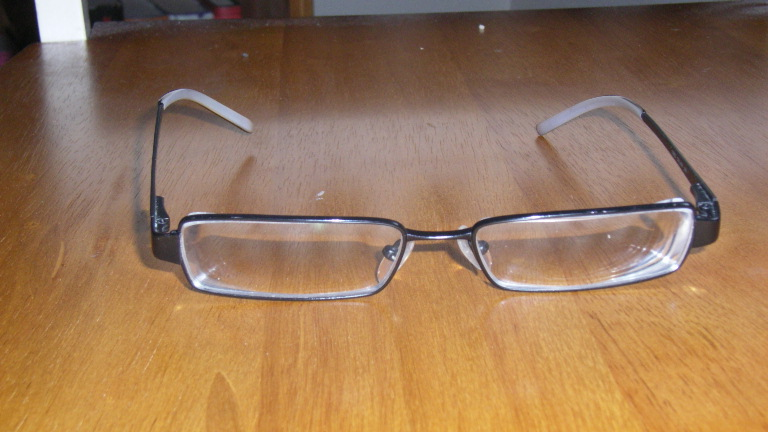
眼鏡

眼鏡（glasses，eyeglasses，spectacles）是鑲嵌在框架內的透鏡鏡片，戴在眼睛前方，以改善視力、保護眼睛或作裝飾打扮用途。亦有特製眼鏡供觀看3D立體影像或虛擬真實影像。
眼鏡搭配不同功能的鏡片，可矯正多種視力問題，包括近視、遠視、散光、老花或斜視等，但不能醫治或根治這些問題。其他種類的眼鏡包括護目鏡、太陽眼鏡、泳鏡等，為眼睛提供各種保護。
現代的眼鏡，通常在鏡片中間設有鼻托（鼻梁撑），及在左右兩臂擱在耳朵上的位置設有軟墊，而另外也有隱形眼鏡。

## 历史
符合現代定義的矯正用眼鏡的發明者眾說紛紜。1268年，羅吉爾·培根最早记录了用于光学目的的透镜；1280年被認為是眼鏡發明年，将装入框中的放大镜用于阅读已经在欧洲出现了。在欧洲，最早的眼镜出现在13世紀的意大利，由Alessandro di Spina of Florence引入。最早有眼镜的画像《Hugh of Provence》是Tommaso da Modena于1352年绘制的。
有說法認為中國的「眼鏡」最早稱為叆叇，為眼鏡的阿拉伯文（alunwainat）的音譯。在明朝嘉靖年間，明人张靖《方州杂录》記載：“如钱大者，形云母而质甚薄，以金镶轮，纽之合则为一，歧则为二，老人目皆不辨细书，张此物于双目，字大加倍。”万历年間，田艺蘅《留青日扎·叆叇》：“以此掩目，精神不散，笔画信明。中用绫绢联之，缚于脑后。人皆不识，举以问余。余日：『此靉靆也。』」明末张自烈《正字通》：“叆叇即眼镜”。

## 構造

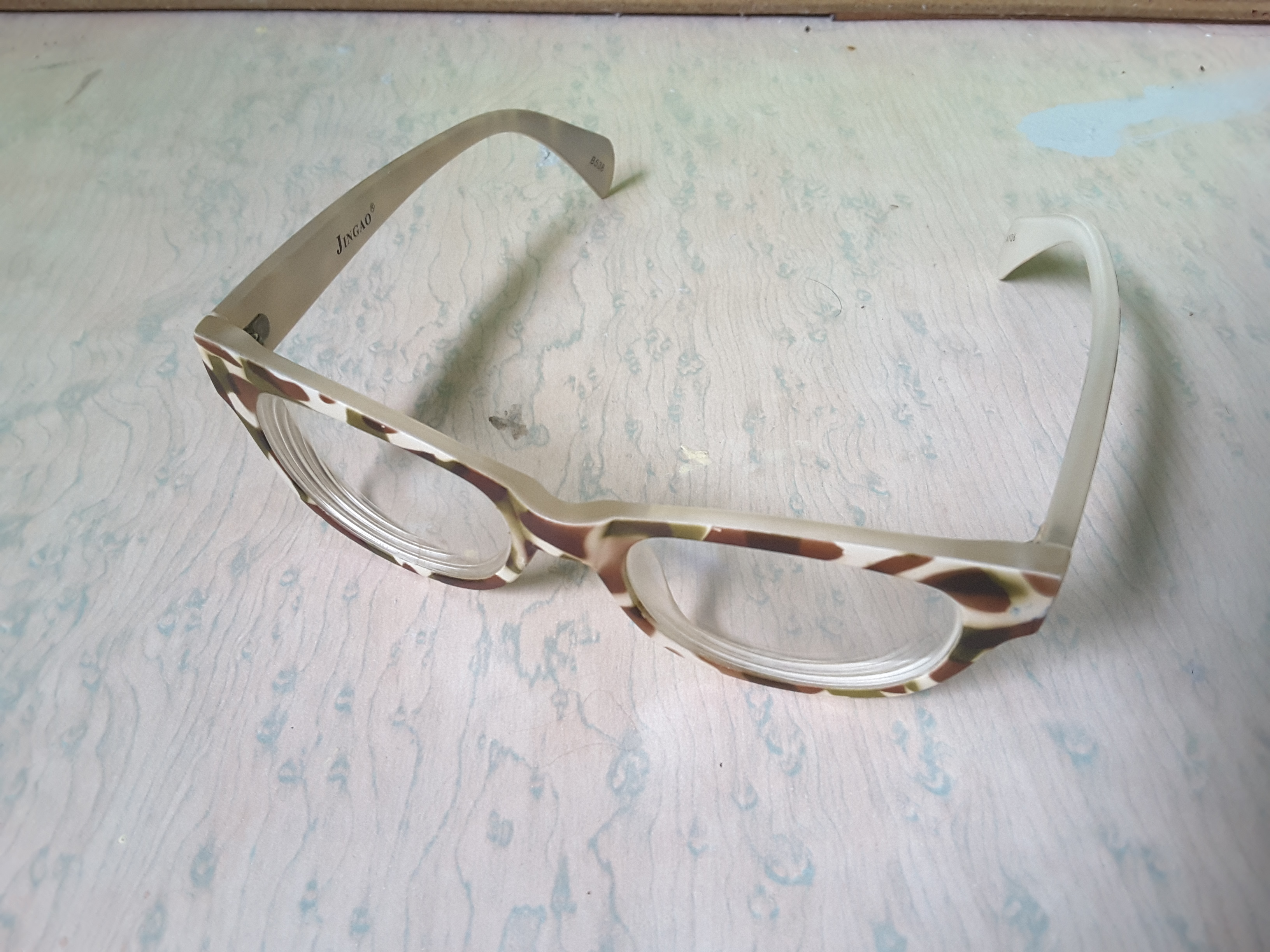
中国制造的眼镜

現在通行的眼鏡構造分為鏡架（鏡框）與鏡片兩大部分，細分如下：
- 鏡圈：鏡片的裝配位置，兩個圈狀架構。
- 鏡片：配合配戴者的需求而變，通常是透明的。
- 鼻梁：連結兩鏡圈。
- 鼻托：兩塊墊片，撐在鼻子上。
- 樁頭
- 鉸鏈
- 鏡腿
- 腳套

## 鏡片
眼鏡片早期以水晶制，后来以玻璃製，一些纖維鏡片則可比玻璃鏡片阻挡更多紫外線，為眼睛帶來更佳的保護。在塑膠或纖維鏡片鍍上防刮花薄膜，便可令鏡片擁有跟玻璃鏡片相同的防刮花力。各種鍍膜，例如防水及不反光鍍膜，則可為佩戴者帶來方便及更佳視覺效果。
眼鏡片一般配合要矯正的視力問題，单纯近視、远视、老花需要球面镜，散光者则需要柱面镜。近视需要凹透鏡，而遠視及老花人士則需要凸透鏡。
眼鏡片的屈光強度一般以度數來表示。一個屈光度(dioptre)，相等於一般人所講的100度，也就是在非中文國家的D 1.00(這裡的D即Degree)。視力問題越嚴重，所需要的鏡片度數也越深，鏡片厚度也會越高。

### 玻璃镜片
优点：玻璃镜片具有良好的化学稳定性，耐磨度非常高，且可以做到非常高的折射率。通常，可以有1.700、1.800、1.900折射率
缺点：玻璃镜片易碎，密度高，重量沉。

### CR-39 树脂镜片
目前眼镜行业内应用最为广泛要数代号为CR-39（allyl diglycol carbonate (ADC)）（哥伦比亚树脂）的树脂镜片。其具有良好的耐冲击性，与玻璃镜片相比不易碎，透光率也相对不差，但耐磨性能较差。镜片常用的折射率为：1.499 、1.553 、1.600 、1.67 、1.74。折射率的高低，决定了制作出来眼镜镜片的厚度，在同等度数情况下，镜片折射率越高，镜片越薄。受制作工艺的影响，折射率越高的镜片，价格也越贵。

### PC镜片
PC（Polycarbonate）即：聚碳酸酯。这种镜片具有最好的抗冲击性，常被用于制作安全防护镜，如：滑雪风镜、摩托車騎士头盔面罩、实验室安全防护镜、儿童太阳镜。但该种镜片的耐磨度最差，非常容易形成划伤，且透光率也较CR-39树脂镜片差很多。但该种镜片加以针对性镀膜之后，会大大提高表面耐磨性和透光率，PC镜片最适合的镀膜为黄绿膜，可将镜片透光率提高到99.8%以上，高于玻璃镜片和CR-39树脂镜片。常用的DVD、CD光盘所用的材料同为此种材料。

### 雙光镜片
双光镜片指的是一片镜片中有两个度数，可实现即可看近又可看远的功效。世界上第一支双光镜片是由美国人本杰明·富兰克林發明。双光镜片与下面的渐进多焦点镜片一样，有助于近视的预防。

### 漸進式多焦點鏡片
漸進式多焦點鏡片與雙光鏡片功能相近，主要以便看遠中近距離的物體及字體的清晰度，幫助使用者大幅減少重複更換眼鏡的問題，唯一的不同之點，由於漸進鏡片的遠用度數和近用度數採累進方式而設計，因此使用者在使用該鏡片時必須去學習如何使用，且初次佩戴者的適應及學習期間會比一般單焦鏡片較長。

## 鏡框
鏡框物料早期主要採用金屬及玳瑁，近年則有非金属（醋酸纤维、环氧树脂）及金属合金（蒙奈尔合金、钛合金）等材料制造而成的眼镜架。
近年，鏡框在技術及應用物料上亦有不少突破，採用記憶合金鏡框的眼鏡，可維持其形狀，就算屈曲亦不會折斷，令眼鏡擁有更長壽命之餘，亦避免鏡框折斷所造成的不便。在鏡框臂的絞位加入彈簧亦令眼鏡更耐用。另外有種直接在鏡片邊緣鑽孔以螺絲鎖上鏡架的無框眼鏡和框只有半邊的半框眼鏡。
而钛金属制造的镜架，则具有耐腐蚀性，避免长期佩戴中由于汗液对金属的腐蚀而失去光泽。

## 相关
- 隐形眼镜
- 瞳片

## 來源
1. ↑  Philip Lee Ralph, Robert E. Lerner, Standish Meacham, Edward McNall Burns <世界文明史前篇> P433
2. ↑  eyeglasses.  (2008). 大英百科全书. Ultimate Reference Suite.
3. ↑  雨泽; 建军. .   [2024-08-25].
4. ↑  孫機、楊泓：〈我國早期的眼鏡〉，《文物叢談》，北京文物出版社
5. ↑  .   [2024-03-08]. （原始内容存档于2024-03-08）.
6. ↑  .   [2024-03-08]. （原始内容存档于2024-03-08）.